# Crotonogyne giorgii
Crotonogyne giorgii är en törelväxtart som beskrevs av De Wild.. Crotonogyne giorgii ingår i släktet Crotonogyne och familjen törelväxter.
Artens utbredningsområde är Kongo-Kinshasa. Inga underarter finns listade i Catalogue of Life.